# 雅姬·邓恩
雅姬·邓恩（英語：Jacqui Dunn，1984年5月3日—），澳大利亚前女子竞技体操运动员。她曾代表澳大利亚参加2002年英联邦运动会体操比赛，获得一枚金牌和一枚铜牌。